# Novokaltàievo
Novokaltàievo (en rus: Новокалтаево) és un poble de Baixkíria, a Rússia, que en el cens del 2010 tenia 118 habitants. Pertany al districte de Iermolàievo.